# أولاد عامر (سطيف)
أولاد عامر هي قرية جزائرية تابعة لبلدية عين أرنات الكائنة بدائرة عين أرنات، بولاية سطيف الجزائرية.